# ニラバラン
ニラバランは、ラン科植物の一つ。ネギのような細長い葉を一枚だけもつ。

## 特徴
ニラバラン(Microtis unifolia (Foorst.) Reichb. fil.)は、単子葉植物ラン科ニラバラン属の植物である。
地下に球茎があり、地表には単独の茎を伸ばす。葉は一枚だけ、細長くて中空の単面葉を持つ。その見かけはまさにネギで、ただし黄緑色で表面は粉を吹いたようにはなっていない。名前はニラのような葉のラン、の意味であろうが、ニラは扁平な葉を持つのであたらない。葉は10-40cmばかり、やや立ち上がり、先端はゆるやかにしなだれる。葉の基部は円筒形の鞘となっている。

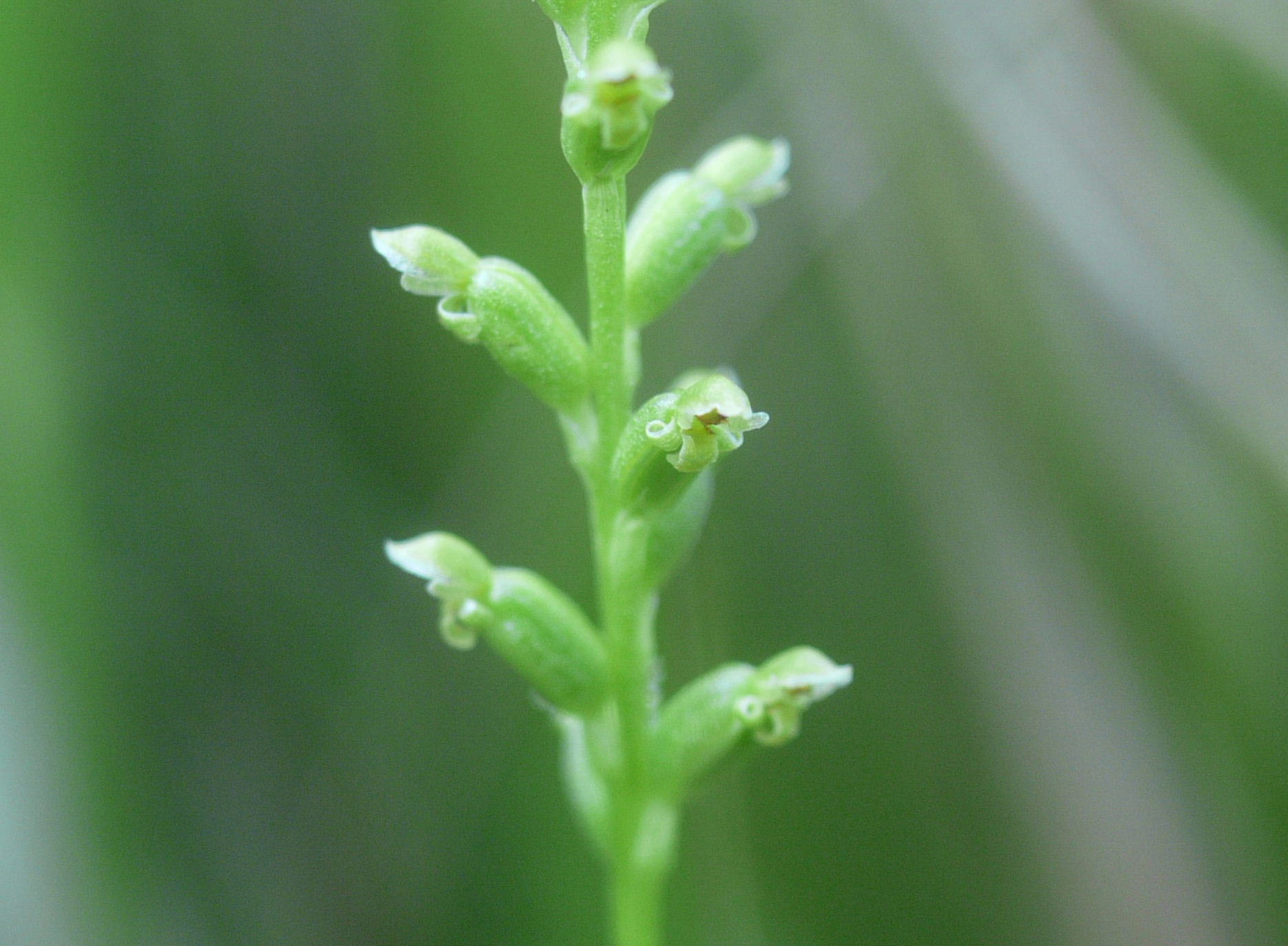
花序の一部

花茎は真っすぐに立ち、葉はその基部近くから側面に出る。花茎の先端の方に20-30個の花がきっちり並んだ穂状につく。花は緑色で小さく、幅3mmほどしかない。唇弁はやや細長く下に伸び、その左右にある側弁は外側に反り返る。それ以外の花弁は小さく上にまとまる。

## 生育環境など
海岸近くの日当たりのよい背の低い草地にはえる。ただしとにかく縦に細長い植物で、形にも色にも目立つ点がほとんどないので、イネ科植物の間などでは紛れてしまい、探すのも難しい。

## 分布
日本では千葉県以南の本州から琉球列島にかけて知られる。本州では稀産だが鹿児島県以南では普通種。温暖地では本土のネジバナと同様に芝生などの人為環境にも適応して種子繁殖し、時には群生状態になる事もある。国外では中国南部、台湾、フィリピン、マレーシア、オーストラリアまで分布する。

## 近似種など
この属の植物は世界に10種ほどあるが、主としてオーストラリア、ニュージーランド近辺にあり、日本にはこの種しかない。それ以外の属でも似た姿のものはない。花の感じはトンボソウ類にも似たものがあるが、葉が全く異なっている。

## 利害など
実用的価値はない。鉢栽培で栄養繁殖・種子繁殖ともに可能で無菌播種も容易だが、栽培されることはほとんどない。冬緑性で、冬期に降霜や凍結から保護する必要があり管理が煩雑であることや、何よりも鑑賞価値がないに等しいためである。稀に園芸業者などが販売することもあるが、日本産のランの中では最も園芸需要＝採集圧の低い種類の一つである。